# Resident Evil 2
Resident Evil 2, kendt i Japan som Biohazard 2 (バイオハザード2 Baiohazādo Tsū), er et computerspil af Capcom, der oprindeligt blev udgivet til Sony PlayStation i 1998. Spillet er en del af Resident Evil-serien og efterfølger til seriens første spil Resident Evil.
Spillets historie fortsætter kort efter forgængerens, og begynder lige efter, at S.T.A.R.S. Alpha Team er kommet tilbage fra The Spencer-huset.
Resident Evil 2 følger i høj grad samme opskrift som det første spil, men introducerer to nye figurer, Leon S. Kennedy og Claire Redfield. Sammen skal de to flygte fra Raccoon City, som er blevet løbet over ende af T-virusset.

## Gameplay
Man havde valget mellem to spilbare figurer: Leon S. Kennedy eller Claire Redfield. Valget af figur medførte drastiske ændringer i plot og placeringen af visse objekter.
Ideen var, at hvis man spillede spillet som Claire først, ville man spille det som hed "Claire A", hvilket ville sige at man startede spillet som hende først. Ved at man gjorde dette betød det, at da ens veje blev skilt af lastbilen i introsekvensen, ville man starte på venstre side af den brændende bil. Da man så havde klaret "Claire A", kunne man spille "Leon B"; hele spillet set fra Leon's synspunkt, hvilket betød, at man startede på højre side af den brændende bil og, at man mødte andre figurer.
Man bevæger sig igennem pre-renderede baggrunde ved hjælp af statiske kameravinkler som giver illusionen af at figuren bevæger sig igennem 3-D omgivelse. Dog bevægede man sig forholdsvist på et 2-D plan.
Hver figur har 8 pladser ledige til diverse objekter man finder igennem spillet. Disse objekter er ting så som, ammunition, helbredene planter, og vigtige ting i forhold til plottet, i form af diske, nøgler, diamanter, etc.
To nye, og meget vigtige "features", blev inkorporeret i Resident Evil 2, den første værende "Auto Aim", hvilket betød at hvis hovedpersonen hævede sit våben og der var fjender bag ham/hende, ville hun/han vende sig om automatisk og sigte på fjenden. Dette betød at meget hurtige fjender så som, Cerberus og Lickers, blev nemmere at slå ihjel.
Det andet feature var, at ens figur ville se i retningen af et objekt. I seriens første spil, ville de kun kigge på objekter som lå foran dem, samt fjender som var foran dem. Derfor gjorde denne nye funktion det nemmere for folk, som havde svært ved at se alle objekter i et lokale.

## Historie
I dagene mellem den 20. september og den 1. oktober bryder der et virus ud i byen Racoon City som ligger i midtvest amerika, visse kilder antyder til at byen ligger i Pennsylvania.[kilde mangler] Hurtigt bliver den stille by på omkring 100.000 indbyggere lavet om til et rædselskabinet.
Leon S. Kennedy er kommet til Racoon City for at arbejde for RPD (Raccon Police Department) og starter sin første dag, men opdager hurtigt at der er noget galt i byen, da byens indbyggere overfalder ham med den ide om at æde ham.
Claire Redfield er på samme tid ankommet til Racoon City for at lede efter sin bror Chris Redfield, som er en af hovedpersonerne fra det foregående spil, men bliver overfaldet af en zombieficeret restaurantejer. Ved et rent lykketræf snubler Claire over Leon som skyder restaurantejeren.
De to helte beslutter sig for at tage til RPD hovedkvarteret som ligger i hjertet af Raccoon City, men deres planer bliver hurtigt forstyret af en lastbilchauffør som ved et uheld kommer til at ramme ind i deres politibil, og dermed skiller de to ad.
Efter det vælger man en af de to hovedpersoner og spiller deres kampagne...

## Figurer
- Claire Redfield

Claire er en sorgløs, veltalende og moderne kvinde. Hun kan til tider være lidt af en vildkat. Da Claire er selvsikker og udadvendt, er hun typisk den første til at kaste sig ud i noget, som de fleste andre ikke tør.
- Leon Scott Kennedy

Leon er en idealistisk nyuddannet politibetjent. Han brænder for at beskytte og hjælpe, og opholdet på politiskolen åbnede hans øjne. Skønt dumdristig og fræk er Leon slet ikke så naiv som hans opførsel giver udtryk for. Han er absolut godt kvalificeret til sit nye job hos politiet i Raccoon City.
- Ada Wong

Leon støder på denne mystiske kvinde, som er ret hemmelighedsfuld men på som tid en professionel og dygtig detektiv. Hun kan også virke nedladende, og hun har en tendens til dem, hun betragter som underlegne. 
- Sherry Birkin

Unik til Clarie's scenarie. Sherry er ret moden af sin alder, selvom hun er en ensom og usikker 12-årig pige. Hun er meget genert og en smule paranoid da Claire møder hende. Når hun taler mangler hun selvtillid og føler sig altid fortabt. Sherrys forældre er alt for optaget af deres arbejde til at kunne dække deres barns følelsesmæssige behov.